# Isohypsibius tucumanensis
Isohypsibius tucumanensis är en djurart som tillhör fylumet trögkrypare, och som beskrevs av Claps och Rossi 1984. Isohypsibius tucumanensis ingår i släktet Isohypsibius och familjen Hypsibiidae. Inga underarter finns listade i Catalogue of Life.